# Caspar Lindemann
Caspar Lindemann, auch Caspar Lyndemann (* um 1486 in Eisleben; † 6. September 1536 in Wittenberg), war ein deutscher Mediziner.

## Leben
Lindemann stammte aus einem nicht unbedeutenden Elternhaus. Er war über Magarethe Lindemann, der Mutter Martin Luthers, mit dem berühmten Reformator verwandt. Nach hinreichender Ausbildung bezog er 1497 die Universität Erfurt, wechselte im Sommersemester 1503 an die Universität Leipzig, wo er am 14. Mai 1505 den Grad eines Baccalarus der sieben freien Künste erwarb. Nach einem Zwischenstudium 1506 an der Universität Frankfurt (Oder) begab er sich wieder nach Leipzig, wo er am 28. Dezember 1507 den Grad eines Magisters der Artes liberales erwarb. Mit dem Magistergrad war er befähigt, 1508/09 Vorlesungen über Neue Logik zu halten.
Seinem naturwissenschaftlichen Interesse folgend zog er an die Universitäten in Italien. Dort promovierte er am 27. April 1511 an der Universität Bologna zum Doktor der Medizin. Zurückgekehrt nach Leipzig wurde er Professor an der medizinischen Fakultät, war 1519 Teilnehmer an der Leipziger Disputation, nahm 1530 am Reichstag in Augsburg teil und war 1530 bei einer Konsultation in Dessau zugegen. Im Wintersemester 1532/33 wechselt er als Professor der Medizin, neben Augustin Schurff, an die Universität Wittenberg.
Der schon als Leibarzt Friedrich des Weisen tätig gewesene Lindemann war von den Fakultätspflichten befreit und war auch Leibarzt des Kurfürsten Johann des Beständigen gewesen. In Wittenberg hatte er sich vor allem mit der Anatomie beschäftigt. So ist von ihm am 23. September 1534 eine Lehranatomie an einer weiblichen Leiche überliefert. Zudem hat er im Sommersemester 1534 das Rektorat der Alma Mater bis zu seinem Tode geführt. Sein Leichnam wurde in der Wittenberger Stadtkirche beigesetzt und ihm ein Epitaph errichtet. Diese Grabplatte wurde von dem Leipziger Erzgießer Urich Gretel gefertigt.
Aus seiner Ehe mit Margarethe Thümmel wurde der Sohn Laurentius Lindemann ebenfalls bekannt.

## Werke
- Instituto medicae facultatis Lipsicae publica disceptatione definita hic decreta adferat ... (205 Propositionen aus den ersten 6 Büchern von Galens methodus medendi), Leipzig 1523; Unikat der National Library of Bethesda, Maryland, Nr. 2823
- 2 Pestrezepte überliefert in Petrus Sibyllenus, De peste liber absolutissimus. Prag 1564